# Friedrich Wilhelm von Rochow (Minister)
Friedrich Wilhelm III. von Rochow (* 1690; † 16. Juli 1764 in Ernstburg) war ein preußischer Staatsminister.

## Leben

### Herkunft und Familie
Friedrich Wilhelm war Angehöriger des Hauses Reckahn, des märkischen Adelsgeschlechts von Rochow. Seine Eltern waren der Landrat des Zauchekreises und Erbherr auf Reckahn Hans Heinrich II. von Rochow (1653–1713) und dessen dritte Gattin Sophie Adelheid, geborene von Treskow (1681–1739). Er vermählte sich mit Friederike Eberhardine von Görne (1700–1760), einer Tochter des preußischen Ministers Friedrich von Görne (1670–1745). Aus der Ehe gingen 14 Kinder hervor, darunter:
- Friedrich Eberhard von Rochow (1734–1805), preußischer Reformpädagoge, Erbherr auf Reckahn und Domherr zu Halberstadt

### Werdegang
Rochow begann seine Beamtenlaufbahn als Kammerjunker bei Friedrich Wilhelm I. Hiernach wurde er Kriegs- und Domänenrat bei der Kurmärkischen Kriegs- und Domänenkammer in Berlin, wo er erst zum Geheimen Finanzrat, schließlich zum Präsidenten avancierte. 1734 erbat und erhielt er seinen Abschied. Am 15. August 1738 wurde er zum Wirklichen Geheimen Etats- und Kriegsminister bzw. Staatsminister sowie zum Präsidenten sowohl der Cleveschen Kriegs- und Domänenkammer als auch aller Kammern in den preußisch-westfälischen Provinzen ernannt. Er soll auch Mitglied des Generaldirektoriums gewesen sein. Infolge von Truppeneinlagerungen unter Feldmarschall Katte und damit verbundenen Begleiterscheinungen auf seinen märkischen Gütern zwischen Göttin und Krahne ersuchter er, inzwischen als Provinzial-Minister nach Königberg versetzt, im März 1741 um Beurlaubung, die ihm der König, da er ihn für unabkömmlich hielt, ausschlug. Erst 1742 hat er abermals seinen Abschied erhalten.
Rochow war seit 1713 Erbherr auf den väterlichen märkischen Gütern um Reckahn, zu denen auch Krahne, Mesdunk, Göttin und Rotscherlinde gehörten. Diese trug er als Familiensenior 1760 seinem obengenannten Sohn auf und zog sich auf die preußischen Landgüter zurück, die ihm seine Frau in die Ehe zugetragen hatte. Dazu gehörten Ernstburg, Grieben, Pesseln, Schönheide und Trempen.
Er gab als Kirchenpatron den Bau der Dorf- und Schlosskirche Reckahn 1739 in Auftrag und ließ diese 1741 fertigstellen.